# حديثات الفك
حديثات الفك (الاسم العلمي: Neognathae) هي جماعة (بالإنجليزية: Cohort)‏ من الطيور تتبع صف الطيور الحديثة من طائفة الطيور.

## أباشات
- دجاوزيات
- طيور جديدة

## رتب
- سفينيات
- غطاسيات
- غواصيات
- بجعيات
- لقلقيات
- أوزيات
- بروسيلاريات
- دجاجيات
- قطقاطيات
- كركيات
- حماميات
- ببغاوات
- واقواقيات
- بوميات
- سبديات
- سماميات
- كوليات
- طرغونيات
- بيسيات
- ضؤضؤيات
- عصفوريات
- صقريات